# Aleksandyr Foł
Aleksandyr Nikołaew Foł (bułg. Александър Николаев Фол; ur. 3 lipca 1933 w Sofii, zm. 1 marca 2006 w Sofii) – bułgarski historyk, filolog i polityk komunistyczny, działacz Bułgarskiej Partii Komunistycznej, minister oświaty (1979–1986).

## Pochodzenie i edukacja
Był synem pisarza i reżysera Nikołaja Foła i Wery z d. Bojadżiewej. W 1957 ukończył studia z zakresu historii i filologii klasycznej na Uniwersytecie Sofijskim. Studia kontynuował w paryskim Collège de France i w Niemieckim Instytucie Archeologicznym w Berlinie. 

### Działalność naukowa
Po ukończeniu studiów rozpoczął pracę naukową na Uniwersytecie Sofijskim. Specjalizował się w historii kultury starożytnej Grecji i Tracji. W 1972 uzyskał tytuł profesora nadzwyczajnego, a w 1975 zwyczajnego. Należał do grona założycieli Katedry Historii Starożytnej i Trakologii na Uniwersytecie Sofijskim, a także Instytutu Trakologii, będącego oddziałem Bułgarskiej Akademii Nauk, którym kierował do 1992. Od 1972 organizował kongresy trakologiczne, był także współautorem wystawy Skarby Tracji, otwartej w Sofii w 1974. Autor kilkunastu monografii poświęconych historii starożytnej. Był członkiem korespondentem Serbskiej Akademii Nauk i Sztuk, a także członkiem honorowym Rumuńskiego Instytutu Trakologii.

### Działalność polityczna
Od lat 60. XX w. Aleksandyr Foł należał do grona młodych intelektualistów bułgarskich, współpracujących z Ludmiłą Żiwkową. Był współorganizatorem wystawy prezentujących bułgarskie skarbu sztuki trackiej, którą udostępniono w 25 krajach świata. W latach 1979–1986 kierował ministerstwem edukacji. W latach 1981–1990 był członkiem Komitetu Centralnego Bułgarskiej Partii Komunistycznej.

### Życie prywatne
Był żonaty (żona Walerija Foł jest historykiem), miał córkę Aleksandrę. Zmarł na chorobę nowotworową i został pochowany na stołecznym Cmentarzu Centralnym.

## Odznaczenia i wyróżnienia

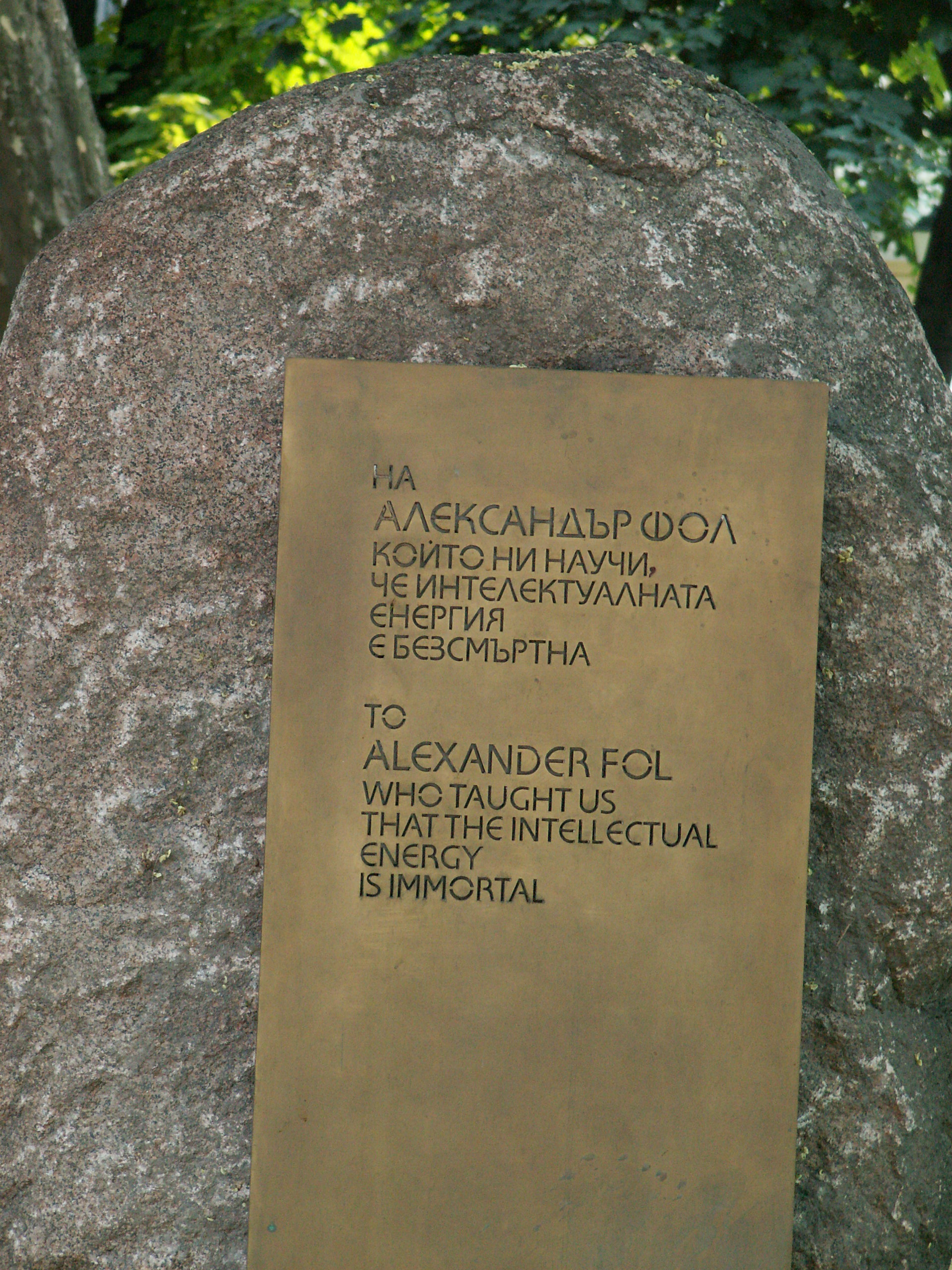
Pomnik Aleksandra Foła w Sofii

Za swoją działalność naukową i polityczną Foł został uhonorowany Orderem Starej Płaniny, Medalem Świętego Cyryla, a także francuskim Orderem Sztuki i Literatury. W sąsiedztwie Instytutu Trakologii znajduje się obelisk poświęcony pamięci Aleksandra Foła, a jego imię nosi jedna z ulic w Sofii.

## Wybrane publikacje
- 1967: Епаминонд. Държавно военно издателство, Sofia
- 1969: Тракийско военно изкуство, Държавно военно издателство, Sofia.
- 1970: Демографска и социална структура на древна Тракия, Наука и изкуство, Sofia.
- 1972: Политическа история на траките, Наука и изкуство, Sofia.
- 1975: Тракия и Балканите през ранно-елинистическата епоха, Наука и изкуство, Sofia.
- 1990: Политика и култура на древна Тракия, Наука и изкуство, Sofia.
- 2001: Тракийската култура: Казано и премълчано, Рива, Sofia.